# La Fête de Pluto
Pour plus de détails, voir Fiche technique et Distribution.
La Fête de Pluto (Pluto's Party) est un dessin animé de la série des Mickey Mouse produit par Walt Disney pour RKO Radio Pictures, sorti le 19 septembre 1952.

## Synopsis
C'est l'anniversaire de Pluto mais les neveux et nièces de Mickey semblent préférer s'amuser. Les enfants ont reçu une petite charrette et se servent de Pluto comme cheval de trait. Ensuite ils décident de jouer à celui qui arrivera à "raccrocher avec une punaise la queue" de Pluto. Le pauvre chien se demande quand il pourra recevoir son gâteau d'anniversaire. Mickey a toutefois établi un plan.

## Fiche technique
- Titre original : Pluto's Party
- Autres titres[1] :
  - Allemagne : Plutos Party
  - Argentine : La Fiesta de Pluto
  - France : La Fête de Pluto
  - Suède : Plutos födelsedagsfest, Plutos födelsedagsskiva
- Série : Mickey Mouse mais devrait être un Pluto
- Réalisateur : Milt Schaffer
- Scénario : Bill Berg, Leo Salkin
- Voix : James MacDonald (Mickey), Ruth Clifford (Les neveux de Mickey), Pinto Colvig (Pluto)
- Producteur : Walt Disney, John Sutherland
- Animateur : Norman Ferguson, Fred Moore, Charles A. Nichols, Marvin Woodward
- Layout : Lance Nolley
- Décor : Thelma Witmer
- Effets d'animation : Blaine Gibson
- Distributeur : RKO Radio Pictures
- Date de sortie : 19 septembre 1952[2]
- Format d'image : couleur (Technicolor)
- Son : Mono (RCA Photophone)
- Durée : 7 min
- Musique : Oliver Wallace
- Langue : (en)
- Pays :  États-Unis

## Voix françaises
- Jean-Paul Audrain : Mickey Mouse